# Frankie Lymon
Franklin Joseph "Frankie" Lymon (30 de septiembre de 1942 - 27 de febrero de 1968) fue un cantante y compositor estadounidense de doo wop, rock and roll y rhythm and blues. Se le recuerda principalmente por ser el cantante-líder de la famosa y pionera banda neoyorquina The Teenagers, los cuales tuvieron éxito con la canción "Why Do Fools Fall in Love?". Cuando tenía 25 años se le encontró muerto en el cuarto de baño de su abuela, debido a una sobredosis de heroína. Su vida inspiró la película Why Do Fools Fall In Love? (1998).

## Biografía
Frankie Lymon nació en Harlem (Nueva York). Su madre era empleada doméstica y su padre camionero, además de músico y cantante en un grupo de gospel conocido como Harlemaires. Frankie y dos de sus hermanos, Lewis y Howie, cantaban en los Juniors Harlemaire, y un cuarto hermano, Timmy, que también era cantante pero no en este mismo grupo. La familia Lymon disponía de pocos recursos para sobrevivir, por lo que Frankie comenzó a trabajar en una tienda de comestibles a los diez años. Posteriormente comenzó a trabajar con prostitutas, hecho que aumentó sus ganancias y por el que llegó a mantener una relación con una mujer que le doblaba la edad. Cuando tenía 12 años escuchó a un grupo local de doo-wop, llamado Couple DeVilles, en un espectáculo escolar de talentos, y ese mismo día se hizo amigo del cantante principal, Herman Santiago. Finalmente se convirtió en miembro del grupo, el cual sustituyó su antiguo nombre por el de The Ermines and The Premiers.

## Carrera musical
Una de las principales influencias en la vida de Frankie fue Dennis Jackson, el cual le prestó 500 dólares para ayudarle a iniciar su carrera. Asimismo, en 1955, un vecino le dio al grupo unas cartas que su novia le había escrito con la esperanza de que pudieran inspirarse para escribir sus propias canciones. Herman Santiago y Merchant, adaptaron una de las letras bajo el título ¿Por qué los pájaros cantan así de alegres, pero con la entrada de Lymon la canción se convirtió en “Why Do Fools Fall in Love?” (¿Por qué se enamoran los tontos?). Pasado un tiempo volvieron a cambiarse el nombre por el de  The Teenagers, con el que consiguieron impresionar a Richard Barret, cantante de The Valentines, quien les consiguió una audición con el productor George Goldner. The Teenagers, estaba compuesto por cinco chicos, tres afroamericanos y dos puertorriqueños: Frankie Lymon, Jimmy Merchant, Sherman Garnes, Herman Santiago y Joe Negroni. El mismo día de la audición, Santiago, que era el vocalista original del grupo llegó tarde, por lo que para evitar perder la audición Lymon le dijo a Goldner que cantaría él, ya que era uno de los compositores de la canción. De este modo consiguieron firmar con la compañía Gee Records. El primer sencillo que lanzaron fue la famosa canción, Why Do Fools Fall in Love?, que se convirtió en un éxito en enero de 1956, alcanzando el puesto número 6 en el Billboard Pop Singles Chart, y encabezando también la lista de Billboard R&B Singles Chart durante cinco semanas. 
En poco tiempo, los Disc Jockeys comenzaron a llamar al grupo Frankie and The Teenagers. Ese mismo año consiguió estar durante el resto del año en el Top 10 de las listas con sus siguientes singles: I Want You To Be My Girl, I Promise To Remember, Who can explain?, Out in the cold again, The ABCs of love, I'm not a Juvenile Delinquent y Baby Baby. Poco después, el tema I Want You To Be My Girl le dio a la banda su segundo éxito, alcanzando el puesto número 13 en el nacional Billboard Hot 100. "Goody Goody" (escrito por Matty Malneck y Johnny Mercer y realizado originalmente por Benny Goodman) fue un hit 20, pero no apareció en la lista Billboard R&B. Asimismo también consiguieron colocar otros dos sencillos en la mitad de la tabla Billboard Pop.
Con el lanzamiento de "I Want You To Be My Girl ", el segundo sencillo del grupo, The Teenagers se convirtió en Frankie Lymon & the Teenagers, llegando a publicar un álbum en diciembre de 1956. Después, Frankie se separó del grupo para continuar en solitario, a mediados de 1957, lo que hizo que tanto su carrera como la de The Teenagers se viniera abajo.
Años más tarde, ya en 1993, fueron incluidos  en el Rock and Roll Hall of Fame.

## Carrera en solitario
A principios de 1957, Lymon and The Teenagers comenzaron una gira por Europa, en la cual se separaron definitivamente.
Durante una participación en el auditorio Palladium de Londres, Goldner armó de coraje a Lymon para que actuara en solitario y comenzó a darle actuaciones con el apoyo de cintas pregrabadas. El último sencillo del grupo, Goody Goody, con soporte de Creation of Love, inicialmente los mantuvo con crédito para seguir actuando, pero en realidad eran grabaciones en solitario (con el apoyo de cantantes de sesión).
Lymon abandonó el grupo oficialmente en 1957, un álbum de estudio llamado Frankie Lymon & The Teenagers at the London Palladium, se publicó como un disco en solitario de Lymon. Como artista en solitario no tuvo tanto éxito como en su carrera con los Teenagers. Al comienzo del segundo lanzamiento de su segundo álbum, se trasladó a Roulette Records. El 19 de julio de 1957, en el programa en directo The Big Beat de Alan Freed ABC, durante su actuación comenzó a bailar con una chica blanca, lo que supuso un verdadero escándalo, sobre todo entre los propietarios de la cadena sureña, posteriormente cancelaron el programa.
Las ventas de los discos de Lymon cayeron en picado tras el cambio de su voz y perder la tesitura de soprano, ya que llevaba cantando desde los 13 años, por lo que en un intento desesperado de continuar en la música decidió cantar en falsete, hecho que junto a su adicción a la heroína desde los 15, provocó que su carrera artística cayese en declive.
Su mayor éxito como solista fue una versión de Thurston Harris Little Bitty Pretty One, que alcanzó el puesto número 58 en la lista pop Hot 100 en 1960, y que había sido registrada en 1957.
Según declaraciones de Lymon a la revista Ebony en 1967, comenzó a ser adicto a la heroína con apenas 15 años, cuando una mujer que le doblaba la edad le introdujo en ese mundo. En 1961, Roulette Records, terminó con el contrato de Lymon y este entró en un programa de rehabilitación.
Tras perder a Lymon, The Teenagers pasaron por una serie de cambios de cantantes de reemplazo. El primero fue Billy Lobrano. En 1960, su lugar lo ocupó Howard Kenny Bobo, quien cantó en Tonights the Night con The Teenagers, y un año más tarde, Johnny Houston, cantante principal con dos canciones. Posteriormente, The Teenagers fueron trasladados por Morris Levy a la compañía End Records, y en 1961 fueron liberados de su contrato. En 1965 se volvieron a reunir con Lymon, pero sin éxito. Durante los siguientes cuatro años, Lymon siguió trabajando gracias a algunos acuerdos de corta duración con la 20th Century Fox y Columbia Records. 
En enero de 1964 se casó con Elizabeth Waters, con la que tuvo su primer y único hijo, una niña llamada Francine, que desafortunadamente murió dos días después de nacer en el Hospital Lenox. En principio, el matrimonio de Lymon con Waters no era legal, porque ella todavía estaba casada con su primer marido. Sin embargo, se afirma que se casó por medio del matrimonio de derecho común. Después de que el matrimonio fracasara, se mudó a Los Ángeles a mediados de la década de 1960, donde comenzó una relación amorosa con Zola Taylor, una miembro de The Platters. Taylor afirma que Lymon y ella se casaron en México en 1965, aunque su relación terminó unos meses después, supuestamente a causa del consumo de drogas de Lymon. No obstante, este supuesto matrimonio tenía fama de ser solo un truco publicitario, sobre todo y después de que Zola Taylor no pudiera demostrar la legalidad debido a la falta de documentos.
Las últimas actuaciones en directo de Lymon nunca llegaron a entrar en las listas importantes de música, como por ejemplo Melinda en 1959. Su actuación final fue en una televisión local de Hollywood, en el año 1965, donde el cantante con 22 años realizó un play-back de la canción "Why Do Fools Fall in Love?". Ese mismo año, fue reclutado por el Ejército de los Estados Unidos, donde le enviaron a Fort Gordon, en Georgia, cerca de Augusta, para formarlo militarmente. Allí, conoció y se enamoró de Emira Eagle, una maestra de escuela de primaria de Hornsby, en Augusta. Se casaron en junio de 1967. Lymon se ausentó de la armada varias veces y sin permiso, para dar conciertos en pequeños clubes del sur. Ya una vez dado de baja en el Ejército, se mudó a la casa de su esposa y continuó cantando de forma esporádica.
En 1968 decidió viajar a Nueva York, donde el director Sam Bray le ofreció un contrato con su gran discográfica Big Apple. Roulette Records había expresado su interés en liberar los registros de Lymon en relación con Big Apple y por ello se programó una sesión de grabación el 28 de febrero. Una vez en Nueva York, se quedó a dormir en casa de su abuela, en Harlem, lugar donde nació y se crio. Por entonces, llevaba tres años sin consumir drogas (debido a su permanencia en el ejército), pero esa noche, decidió celebrar su nuevo contrato discográfico inyectándose heroína.

## Muerte
El 27 de febrero de 1968, fue encontrado muerto en el baño de la casa de su abuela debido a una sobredosis de heroína, a la edad de 25 años. Fue sepultado en el Cementerio Católico de Saint Raymond, en Throggs Neck, Bronx, Nueva York.
"I'm Sorry" y "Seabreeze", fueron dos canciones que Lymon grabó para el sello Big Apple y que fueron publicadas durante ese mismo año.

## Tras su muerte
Los problemas de Lymon se extendieron hasta después de su muerte. Después de que Diana Ross realizara una versión de la canción "Why Do Fools Fall in Love?", y que esta misma versión llegara al Top Ten en 1981, generó una gran controversia debido a los derechos de la obra y los bienes de Lymon.
Las tres mujeres de Lymon, Zola Taylor, Elizabeth Waters y Emira Eagle se reunieron con Morris Levy, alegando que las tres eran esposas de Lymon y reclamando los derechos de autor de Lymon que el empresario había retenido. La gran controversia derivó en demandas, contra otras demandas que se habían realizado previamente entre ellos, ya que todos alegaban que eran los propietarios de esos derechos o que debían ser los propietarios de esos derechos porque les pertenecían legalmente.
En 1986 comenzó el primer caso judicial, relativo a la propiedad de bienes de Lymon. Determinar quien era la esposa legítima de Frankie Lymon fue más complicado de lo habitual, debido entre otras cosas a la situaciones personales de cada una sus esposas al casarse con él y, en algún caso, la carencia de documentación que acreditara el matrimonio.
Elizabeth Waters fue su primera esposa legal, sin embargo cuando se casó con Lymon estaba separada de su anterior marido, de quien se divorció legalmente en 1965, tras su matrimonio con Lymon. Tuvieron una hija, pero murió a los dos días de nacer en el hospital.
Zola Taylor dijo que se casó con Lymon en 1965 en México, siendo así su segunda esposa, algo que nunca pudo probar debido a la carencia de documentación. Y por último, Emira Eagle, su tercera esposa, quien sí pudo probar con la documentación correcta que se casó con el cantante en la Iglesia de Beulah Grove Baptist en Augusta, Georgia, en 1967.

## Primer fallo judicial
El fallo del juez dictaminó que la esposa legítima de Frankie Lymon era Elizabeth Waters, su primera esposa, debido a que a pesar de casarse sin estar divorciada, ella se divorció legalmente en 1965, poco después de casarse con Lymon. Zola Taylor, no podía ser la esposa legítima de Lymon, ya que no presentaba documentación de su matrimonio y además, porque en teoría Lymon ya se había casado con ella sin divorciarse de su primera mujer, Elizabeth Waters. Emira Eagle, al igual que Zola Taylor no podía ser esposa legítima de Lymon ya que cuando se casó con ella, Lymon no estaba divorciado legalmente de Elizabeth Waters, su primera esposa, y tampoco lo estaba, de su teóricamente segunda esposa Zola Taylor.

## Segundo fallo judicial
Emira Eagle apeló la sentencia, y en 1990, la Corte Suprema del Estado de Nueva York revocó la primera decisión y adjudicaron los bienes de Lymon a Emira Eagle.

## Caso paralelo: Morris Levy vs Santiago/Merchant
El caso dio lugar a otra cuestión: si Morris Levy era merecedor del co-crédito de la composición de Why Do Fools Fall in love?. Aunque en los primeros sencillos la composición estaba a nombre de Frankie Lymon, Herman Santiago y Jimmy Marchant, en las versiones posteriores la composición fue atribuida a Lymon y a George Goldner. Cuando Goldner vendió sus compañías a Morris Levy en 1959, el nombre de este último comenzó a aparecer como coescritor de la canción, en lugar de Goldner. A Lymon nunca le pagaron sus derechos de autor por las composiciones que realizó durante su vida; el resultado fue la victoria legal de Emira Eagle sobre la posesión de los bienes de Lymon, quien finalmente comenzó a recibir una compensación monetaria por el éxito de su canción. En 1987, Herman Santiago y Jimmy Merchant, tan pobres como entonces, demandaron a Morris Levy para adquirir los créditos de sus canciones, originalmente escritas por Herman Santiago y Jimmy Merchant.
En diciembre de 1992, el Tribunal Federal de los Estados Unidos dictaminó que Herman Santiago y Jimmy Merchant eran coautores de Why Do Fools Fall in Love?. Sin embargo, en 1996 la sentencia fue revocada por la Corte de Apelaciones del Circuito sobre la base del estatuto de limitaciones: los casos de derechos de autor deben ser llevados ante un tribunal dentro de un margen de tres años de la violación Civil, y de Marina Mercante, sin embargo la demanda de Santiago no fue presentada hasta 30 años después.
La autoría de Why Do Fools Fall in Love? en la actualidad permanece bajo Frankie Lymon y Levy Morris.

## Legado
A pesar del corto período de éxito, Frankie Lymon & The Teenagers fue uno de los grupos de armonía vocal, rock and roll primerizo y rythm & blues más influyentes de la época.
El estilo musical de Lymon ha sido citado como una fuerte influencia en las carreras artísticas de Ronnie Spector, The Beach Boys, The Temptations, Diana Ross, The Chantels, Billy Joel, Smokey Robinson, Len Barry y Michael Jackson. El fundador del sello discográfico Motown, Berry Gordy, basó gran parte del sonido y estilo de The Jackson 5 con las grabaciones de Frankie Lymon & The Teenagers.
La vida de Frankie Lymon fue llevada a la gran pantalla de la mano del director Gregory Nava, quien dirigió también la película biográfica de Selena. Why Do Fools Fall in Love? es una película que a pesar de narrar la vida del artista tiene partes de ficción. Una mezcla de drama, comedia y romanticismo narrada desde la perspectiva de las tres esposas de Lymon cuando luchaban en los Tribunales por ser su esposa legítima.
La película está protagonizada por Larenz Tate como Frankie Lymon, Halle Berry como Zola Taylor, Vivica A. Fox como Elizabeth Waters, Lela Rochon y como Elmira Eagle. Why Do Fools Fall in Love? no fue un éxito comercial y fue recibida con críticas mixtas, y sólo recaudó un total de 12.461.773 dólares durante su carrera teatral. Frankie Lymon & The Teenagers fueron incluidos en el Rock and Roll Hall of Fame en 1993, y en el Salón de la Fama de Grupos Vocales en el año 2000.

## Discografía
- Frankie Lymon & the Teenagers

Sencillos

## Gee Releases
- 1956-01: [Gee 1002] "Why Do Fools Fall in Love" / "Please Be Mine" 1 (#1 on the R&B chart for 5 weeks)
- 1956-04: [Gee 1012] "I Want You to Be My Girl" / "I'm Not a Know-It-All" ² (#3 on R&B chart)
- 1956-07: [Gee 1018] "I Promise to Remember" / "Who Can Explain" (double-sided hit on R&B chart (#10 and #7))
- 1956-10: [Gee 1022] "The ABC's of Love" / "Share" (#8 on R&B chart)
- 1957-02: [Gee 1026] "I'm Not a Juvenile Delinquent" / "Baby, Baby"
- 1957-04: [Gee 1032] "Paper Castles" / "Teenage Love"
- 1957-05: [Gee 1035] "Love Is a Clown / Am I Fooling Myself Again"
- 1957-06: [Gee 1036] "Out in the Cold Again" / "Miracle in the Rain" 1 (#10 on R&B chart)
- 1957-07: [Gee 1039] "Goody Goody" / "Creation of Love" ³
- 1957-12: [Gee 1046] "Everything to Me" / "Flip Flop" 4

Notas
- 1 Released as by "The Teenagers featuring Frankie Lymon"
- ² Early copies released as by "The Teenagers featuring Frankie Lymon"; billing on later pressings changed to "Frankie Lymon & the Teenagers"
- ³ Both sides of this release are actually Frankie Lymon solo recordings.
- 4 billed as "The Teenagers" (lead vocal by Billy Lobrano)

### Álbum
- 1956: [Gee 701] The Teenagers Featuring Frankie Lymon

### Compilaciones
- 1986: Frankie Lymon and the Teenagers: For Collectors Only (Murray Hill 148)

### Frankie Lymon: Discografía en solitario

#### Roulette releases
- 1957: [Roulette 4026] "My Girl" / "So Goes My Love"
- 1957: [Roulette 4035] "Little Girl" / "It's Christmas Once Again"
- 1958: [Roulette 4044] "Thumb Thumb" / "Footsteps"
- 1958: [Roulette 4068] "Portable on My Shoulder" / "Mama Don't Allow It" — 4/58
- 1958: [Roulette 4093] "Only Way to Love" / "Melinda"
- 1959: [Roulette 4128] "Up Jumped a Rabbit" / "No Matter What You've Done"
- 1959: [Roulette 4150] "What a Little Moonlight Can Do" / "Before I Fall Asleep"

#### Gee release
```
* 1959: [Gee 1052] "Goody Good Girl" / "I'm Not Too Young to Dream"
```

#### Roulette releases
- 1960: [Roulette 4257] "Little Bitty Pretty One" / "Creation of Love"
- 1960: [Roulette 4283] "Buzz Buzz Buzz" / "Waitin' in School"
- 1961: [Roulette 4310] "Jailhouse Rock" / "Silhouettes"
- 1961: [Roulette 4348] "Change Partners" / "So Young (And So in Love)"
- 1961: [Roulette 4391] "Young" / "I Put the Bomp"

- 1964: "To Each His Own" / "Teacher, Teacher" (20th Century Fox)
- 1964: "Somewhere" / "Sweet and Lovely" (Columbia)
- 1969: "I'm Sorry" / "Seabreeze" (Big Apple)

#### Álbumes
- 1956: Frankie Lymon And The Teenagers - 1981 Re-issue Roulette Y2-116-RO (Japan) [Gee 701]
- 1957: Frankie Lymon at the London Palladium (Roulette)
- 1958: Rock & Roll with Frankie Lymon (Roulette)